# Čierny Brod
Čierny Brod (hongrois : Vízkelet + Hegy) est un village de Slovaquie situé dans la région de Trnava.

## Histoire
Première mention écrite du village en 1223.
La localité fut annexée par la Hongrie après le premier arbitrage de Vienne le 2 novembre 1938. En 1938, on comptait 1 331 habitants dont 16 juifs. Elle faisait partie du district de Galanta, en hongrois Galántai járás. Le nom de la localité avant la Seconde Guerre mondiale était Vizkelet. Durant la période 1938-1945, le nom hongrois Vízkelet était d'usage.
Le hameau de Heď était une commune autonome en 1938. Il comptait 283 habitants en 1938 dont 4 juifs. Il faisait partie du district de Galanta, en hongrois Galántai járás. Le nom de la localité avant la Seconde Guerre mondiale était Hegy. Durant la période 1938-1945, le nom hongrois Hegy était d'usage.

## Démographie

### Évolution de la population
| Année:               | 1994. | 2004.   | 2014.   | 2024.   |
| -------------------- | ----- | ------- | ------- | ------- |
| Nombre de personnes: | 1526  | 1559    | 1605    | 1620    |
| Différence:          |       | +2,16 % | +2,95 % | +0,93 % |

| Année:               | 2023. | 2024.   |
| -------------------- | ----- | ------- |
| Nombre de personnes: | 1627  | 1620    |
| Différence:          |       | -0,43 % |